# Конституция на САЩ
Конституцията на Съединените щати е върхновният закон на САЩ. Конституцията, първоначално съставена от седем члена, очертава националната рамка на управление. Първите три члена оформят доктрината на разделението на властите. Следващите три члена описват идеите за федерализма, щатите и споделения процес на конституционните поправки. Седмият член се отнася за процедурата, която впоследствие се използва от тринайсетте щата, за да я ратифицират.

## История
През май 1787 г. във Филаделфия е свикан Конституционен конвент, който трябвало да изработи конституцията на новообразувалата се държава. Конституцията е официално приета през септември същата година, а е обнародвана 2 години по-късно (през 1789 г.).
Скоро след приемането си, конституцията търпи първите си промени, за да се отрази желанието на голяма група от политическия елит да се намалят (ограничат и кодифицират) правомощията на федералната власт. Нуждата от твърди гаранции срещу евентуална злоупотреба с федералната власт е била изключително важна за съхраняване на съюза, тъй като по това време се вихрели антифедералистки чувства. Първите десет допълнения (амендмънти) касаят правата на гражданите и отделните щати; автор на Закона за правата става Джеймс Мадисън. Той черпи идеи от няколко съществуващи документа и отразява горчивия опит от британското управление в колониите, довело до революционната война за независимост.

## Принципи
Въпреки че конституцията на Америка се е променила в много аспекти, основните принципи са останали същите. Властта е разделена на три:
- законодателна, която да приема закони
- изпълнителна, която да следи за спазването на законите
- съдебна, която да тълкува законите и да разрешава конфликтите чрез система от съдилища

Тези три вида власти били разделени между трите клона на управлението:
- Конгресът – законодателна власт
- Президентът – изпълнителната власт
- Върховният съд – съдебната власт

Трите власти се контролират взаимно и по този начин се постига изключително важният баланс на властите.
Един от главните принципи в конституцията е, че всички хора са равни пред закона и са защитени от него по един и същ начин. Също така всички щати са равни и никой от тях не може да иска по-специално отношение от управляващите.

## Конгрес
Конгресът се състои от 2 камари – Сенат на САЩ и Камара на представителите на САЩ
Камарата на представителите се състои от 435 членове, всеки от които е избран от отделните щати. Всеки щат може да избира точно определен брой членове, в зависимост от населението му. Срокът, за който са избирани членовете, е 2 години.
Сенатът се състои от 100 членове, като всеки щат избира по 2-ма членове, независимо от населението на щата. Срокът, за който се избират сенаторите е 6 години.
Освен със законодателство, Конгресът се занимава и със събирането на данъците, гласуването на бюджета и др.

## Президент
Освен че президентът на САЩ се занимава с изпълнителната власт, той е и главнокомандващ на американските войски. Той трябва да следи за изпълнението и ефикасността на законите. Може да поставя вето върху законопроектите на Конгреса, при което законопроектът се приема само ако 2/3 или повече членове гласуват за него. Също така президентът може да издава правила и заповеди, наречени административни заповеди, които имат силата на закон и не се гласуват от Конгреса. Мандатът на президента в Америка е 4 години.

## Съдебна власт
Първият Конгрес разделя Америка на области и създава съдилища за всяка от тях. Над тези съдилища стои Върховният съд на САЩ, който се състои от 9 съдии, определени пожизнено от президента.